# X-Men (videojuego de Game Gear)
X-Men es un videojuego exclusivo de Norteamérica lanzado para la Sega Game Gear, antes de que la mayoría de juegos de acción estuvieran obligados a tener una historia profunda.

## Sinopsis
La mayoría de los X-Men han sido capturados por Magneto, solo Wolverine y Cíclope sobrevivieron al ataque y ahora ellos tendrán que derrotarlo para salvar a los X-Men.

## Tipo de juego
Los conceptos básicos del juego incluyen puñetazos, patadas y saltos. Las habilidades de los mutantes pueden activarse y desactivarse completamente a criterio del jugador. Sin embargo, estas habilidades mutantes llenan de energía al jugador. Hay varios enemigos del universo de los X-Men que deben ser derrotados (incluyendo a la Brood Queen, Hay diversas configuraciones de luchas, encuantros, y laberintos, estos laberintos pueden estar hechos de residuos biológicos o mecánicos o una mezcla de ambos. Conforme los X-Men sean rescatados, estos aliados pueden ayudar al jugador si este lo desea así. Magneto es el Jefe final del juego. 
Antes de que comience cada nivel, se mostrarán imágenes de los X-Men. La música interpretada durante el juego es una mezcla de música techno y música de videojuegos. Algunos de los efectos de sonido son similares a la apertura de una lata de soda y el clásico arcade.